# Stratford (Ontario)
Stratford (offiziell: City of Stratford,[ˌstɹætfəɹd]) ist eine Stadt im Südwesten der kanadischen Provinz Ontario am Avon River. Fluss und Stadt wurden nach Stratford-upon-Avon in England und dem dortigen Fluss Avon benannt.
Obwohl Stratford Verwaltungssitz des Perth County ist, ist sie als single-tier municipality (einstufige Gemeinde) und separated municipality (abgetrennte Gemeinde) von diesem unabhängig.

## Geschichte
Der europäisch geprägte Teil der Geschichte begann als die Gegend von der „Huron Road“ der Canada Company erschlossen wurde und im Jahr 1832 ein kleines Marktzentrum entstand. 1834 wurden eine Taverne, ein Sägewerk und eine Getreidemühle eröffnet und 1835 ein Postamt. 1854 erhielt die Gemeinde den Status eines Dorfes (incorporated as a village), 1859 einer Kleinstadt (Town) und 1885 einer Stadt (City). 1856 erreichte eine Strecke der Grand Trunk Railway die Gemeinde, welche dann 1871 hier auch ein Eisenbahnreparaturwerk einrichtete.
Wirtschaftlich dominierte im 20. Jahrhundert die Möbelherstellung und die Reparatur von Eisenbahnlokomotiven die lokale Wirtschaft. Im Jahr 1933 kann es zu einem örtlichen Generalstreik der von den Möbelarbeitern und der Communist Workers’ Unity League angeführt wurde. Um diesem Streik zu brechen, wurde die Armee angefordert. Es war dann auch der letzte Einsatz der Armee, um in Kanada einen Streik gewaltsam zu beenden.

## Demographie
Der Zensus im Jahr 2021 ergab für die Stadt eine Bevölkerung von 33.232 Einwohnern, nachdem der Zensus im Jahr 2016 für die Gemeinde noch eine Bevölkerung von nur 31.470 Einwohnern ergeben hatte. Die Bevölkerung hat damit im Vergleich zum letzten Zensus im Jahr 2016 etwa wie der Trend in der Provinz um 5,6 % zugenommen, während der Provinzdurchschnitt bei einer Bevölkerungszunahme von 5,8 % lag. Im letzten Zensuszeitraum von 2016 bis 2021 hatte die Bevölkerung noch deutlich unterdurchschnittlich um 1,8 % zugenommen, bei einer durchschnittlichen Bevölkerungszunahme von 4,6 % in der Provinz.
Im Rahmen des „Census 2021“ wurde für die Gemeinde ein Medianalter von 46,0 Jahren ermittelt. Das Medianalter der Provinz lag 2016 bei nur 41,6 Jahren. Das örtliche Durchschnittsalter lag bei 44,8 Jahren, bzw. bei 41,8 Jahren in der Provinz. Beim „Census 2016“ wurde für die Gemeinde noch ein Medianalter von nur 45,4 Jahren ermittelt und für die Provinz von 41,0 Jahren. Damals lag das örtliche Durchschnittsalter bei 43,8 Jahren, bzw. bei 41,0 Jahren in der Provinz.

## Wirtschaft

### Industrie
Da Stratford nicht weit von Detroit entfernt ist, haben sich hier viele Firmen der Automobilzulieferindustrie niedergelassen, darunter auch FAG Kugelfischer (FAG Bearings Ltd), ein deutscher Kugellagerfabrikant aus Schweinfurt.

### Landwirtschaft
Einmal im Jahr gibt es auf dem Stratforder Kirmesgelände den Ontario Pork Congress, wo Schweine aus ganz Ontario versteigert werden. Auf dem gleichen Kirmesgelände gibt es auch den wöchentlichen Bauernmarkt, auf dem Bauern aus der Region ihr Gemüse und Obst verkaufen. Generell ist Stratford umgeben von Ackerland, angebaut wird überwiegend Mais, aber auch Sojabohnen und Gerste.

## Bildung
Stratford hat einen Campus des Conestoga College, das in Kitchener beheimatet ist. Schüler ab der 12. Klasse können Conestoga besuchen.  Auch hat Stratford eine berühmte Kochschule, die Stratford Chefs School.
Stratford besitzt drei Schulen für die Klassen 9 bis 12 (Secondary Schools). Es gibt die Stratford Central Secondary School, Stratford Northwestern Secondary School als öffentliche Schulen und die Stratford St. Michael Secondary School als private katholische Schule. Jede dieser Schulen hat ungefähr 700 Schüler.

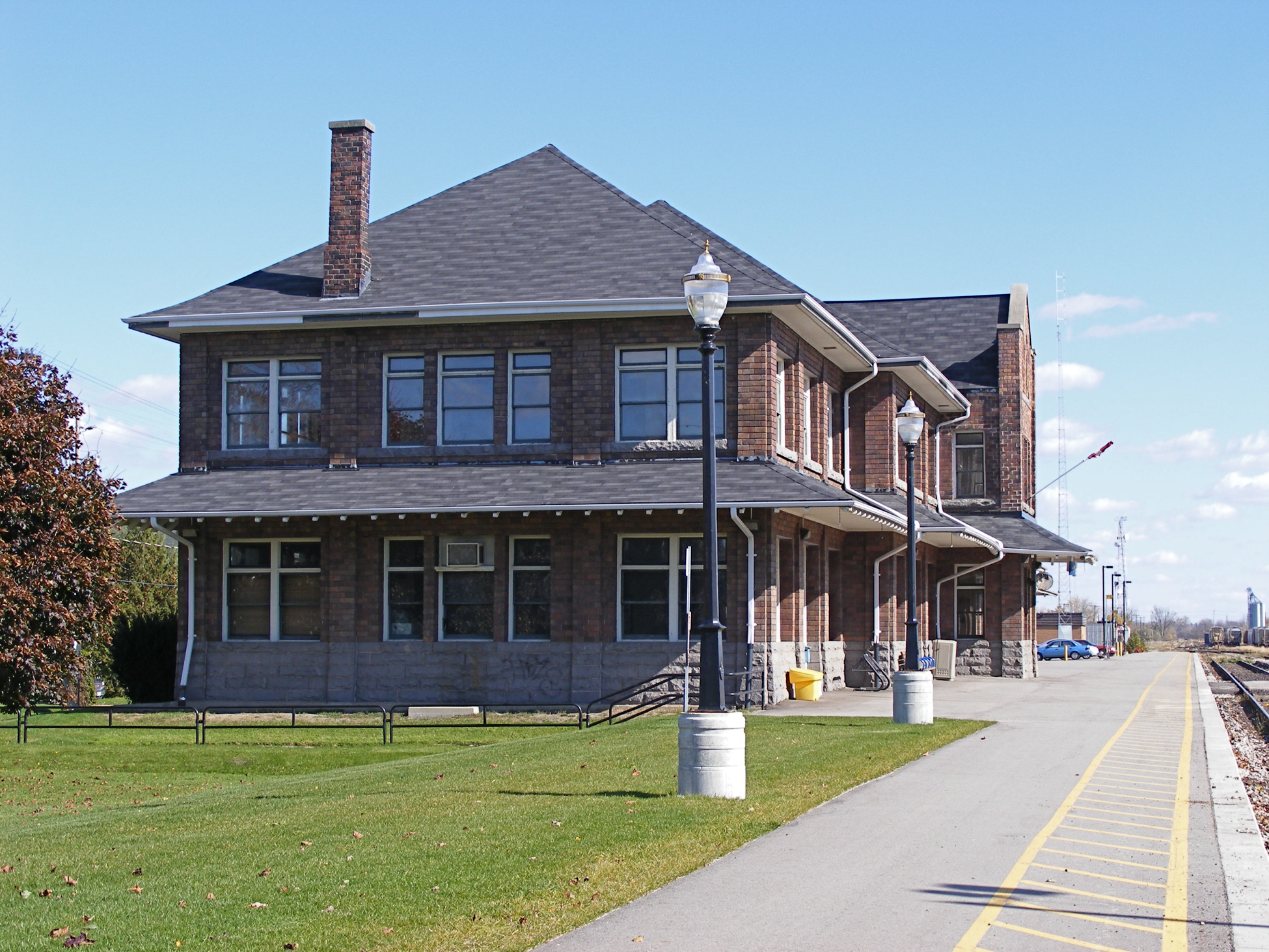
Bahnhof Stratford

## Öffentlicher Verkehr und Infrastruktur
Man kann Stratford mit Auto, Flugzeug oder Zug erreichen. Stratford liegt am, in Ost-West-Richtung verlaufenden, Kings Highway 8. In diesen mündet hier aus dem Süden kommend der westliche Abschnitt des Kings Highway 7 ein. Nördlich der Gemeinde liegt der örtliche Regionalflughafen, der Stratford Municipal Airport (IATA-Code: ohne, ICAO-Code: CYSA). Weiterhin verläuft eine Eisenbahnstrecke der Canadian National Railway durch die Gemeinde, auf der auch die „Corridor“-Personenzüge der VIA Rail verkehren und planmäßig halten. Innerhalb Stratfords kann man mit dem Bus von der Stadtmitte (Rathaus) an fast alle Orte in der Stadt fahren.
Stratford hat ein Pilotprojekt, 200 Haushalte mit öffentlichem WLAN auszurüsten. Der Betreiber des WLANs ist Festival Hydro und koppelt das WLAN mit Smart Metern.

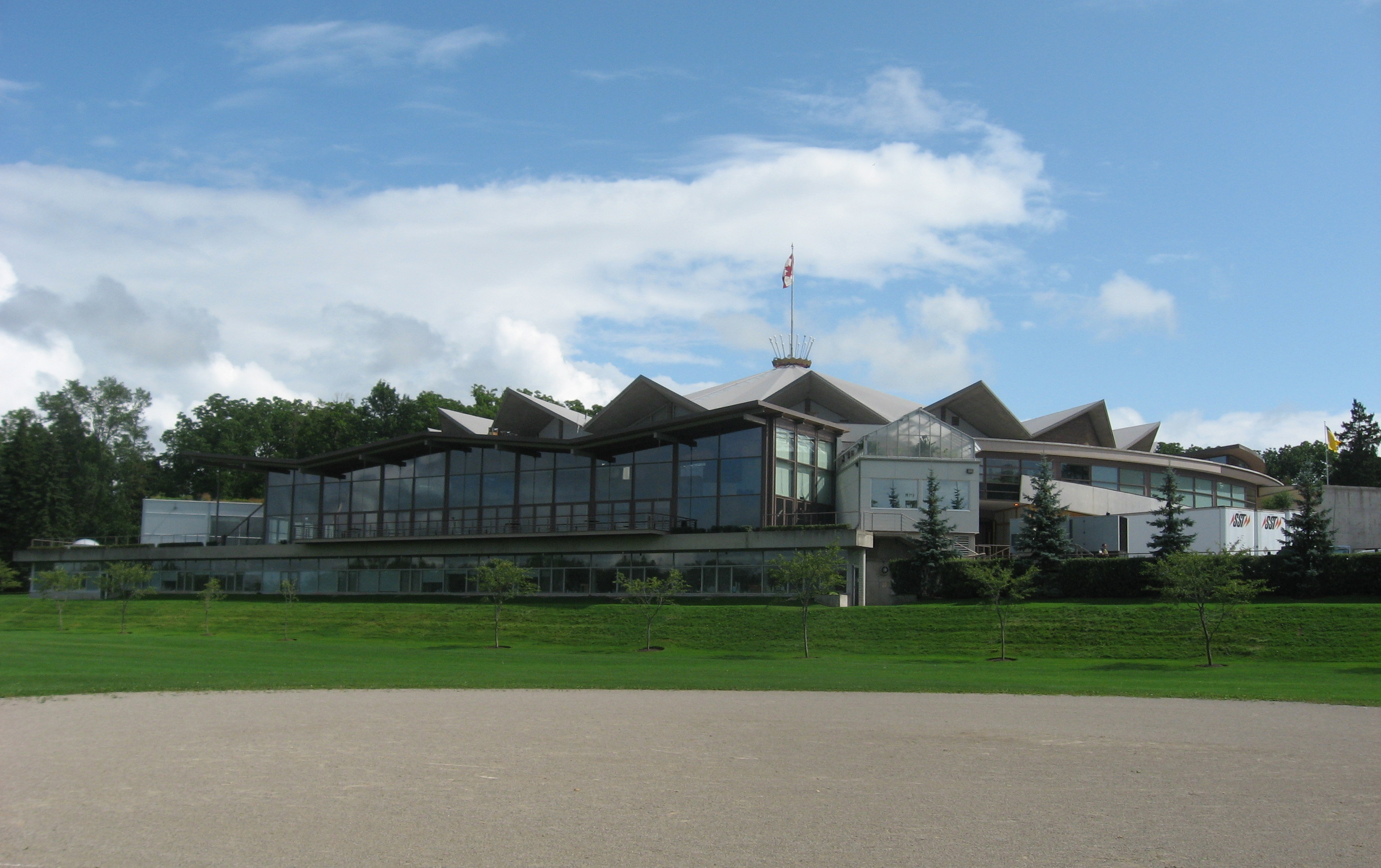
Das Stratford Festival-Theater

## Theater
Stratford hat mehrere Theater, das bekannteste ist das Stratford Festival-Theater, das Stücke von Shakespeare aufführt. Seit der Gründung 1953 hat das hier veranstaltete Stratford Shakespearean Festival im Laufe der Jahre sein Repertoire erweitert und sich einen internationalen Ruf für seine herausragende Interpretation der Klassiker von William Shakespeare aufgebaut. Das Festival trug dazu bei, die Karrieren namhafter kanadischer Schauspieler und Regisseure voranzutreiben und gleichzeitig auch andere Theatergruppen in Kanada zu fördern. In Kanada wird das Festival dadurch gewürdigt, dass es von der kanadischen Regierung am 27. Februar 2018 zu einem „nationalen historischen Ereignis“ erklärt wurde. Es kommen viele Touristen nach Stratford, um eine solche Aufführung zu sehen. Einige bekannte Schauspieler, wie beispielsweise Maggie Smith, Bill Mockridge, William Shatner oder Douglas Rain, sind bereits in Stratford aufgetreten; es wird gerne gesagt, wer nicht einmal in Stratford aufgetreten ist, sei kein echter nordamerikanischer Schauspieler.

## Sport
Stratford hat ein Eishockeyteam namens Cullitons (kurz: Cullies), das in der Inter-Ontario-Liga der Kategorie Junior B spielt. Das Stadion ist am Fluss in der Nähe des Festival-Theaters und verfügt über Sitzplätze für ungefähr 2500 Zuschauer. Weiterhin gibt es in Stratford mehrere überdachte Eishockey-Arenen für die Bevölkerung.
Stratford hat ein Baseball-Team namens Stratford Storm, die früher Hillers genannt wurden. Es gibt ein halb überdachtes Stadion, das Hiller Stadium für ungefähr 500 Zuschauer.
In Stratford gibt es einen Country Club, der neben einem Golfplatz steht. Im Gebäude des Country Clubs gibt es auch mehrere Curling-Bahnen und Squash-Räume.
Es gibt auch mehrere Basketballeinrichtungen drinnen und draußen in verschiedenen Plätzen in der Stadt.

## Persönlichkeiten

### Geboren in Stratford
- William D. Connor (1864–1944), US-amerikanischer Politiker und Vizegouverneur des US-Bundesstaates Wisconsin
- Katherine Bitting (1869–1937), US-amerikanische Bakteriologin und Lebensmittelwissenschaftlerin
- Frederick McCarth (1881–1974), Radsportler und Olympiamedaillengewinner
- Verda James (1901–1991), US-Politikerin und Speakerin des Repräsentantenhauses von Wyoming
- Jay Monteith (1903–1981), örtlicher Bürgermeister und Bundesminister
- Glenn Kruspe (1909–1983), Organist, Dirigent und Musikpädagoge
- Robert B. Salter (1924–2010), Orthopäde und Chirurg
- William Ronald (1926–1998), Maler
- Douglas Coleman (1931–2014), Biochemiker
- Campbell Trowsdale (* 1933), Musikpädagoge und Geiger
- Bob White (* 1935), Eishockeyspieler
- Barbara Collier (* 1940), Sängerin
- Richard Manuel (1943–1986), Rockmusiker, Mitglied von The Band
- Nick Libett (* 1945), Eishockeyspieler
- Allan Stratton (* 1951), Schauspieler und Schriftsteller
- Craig Hartsburg (* 1959), Eishockeyspieler
- Tim Taylor (* 1969), Eishockeyspieler
- Rem Murray (* 1972), Eishockeyspieler
- Chris Taylor (* 1972), Eishockeyspieler
- Mike Martin (* 1976), Eishockeyspieler
- Esthero (* 1978), Singer-Songwriterin
- Joe Dinicol (* 1983), Schauspieler
- Shawn Roberts (* 1984), Schauspieler
- Joey Hishon (* 1991), Eishockeyspieler
- Jared McCann (* 1996), Eishockeyspieler
- Jacob Middleton (* 1996), Eishockeyspieler

### Personen mit Beziehung zur Stadt
- John Idington (1840–1928), in Stratford lange als Rechtsanwalt, Kronanwalt und Friedensrichter tätig, später dann Richter am Obersten Gerichtshof von Kanada
- Thomas Alva Edison (1847–1931), arbeitete eine Zeit lang als Telegrafist in Stratford
- Tyrone Guthrie (1900–1971), Theaterregisseur- und Theaterdirektor, leitete zeitweise das Shakespeare-Festival
- Howie Morenz (1902–1937), begann seine Eishockeykarriere in Stratford
- Brian Bedford (1935–2016), britischer Schauspieler und Theaterregisseur, in beiden Funktionen künstlerisch tätig beim Shakespeare-Festival
- William S. Hatcher (1935–2005),  Mathematiker, Philosoph und Bahai-Theologe
- James W. Nichol (* 1940), Dramatiker und Autor, lebt in Stratford
- Leon Pownall (1943–2006), Schauspieler, Autor und Schauspiellehrer, arbeitete und lebt in Stratford
- Loreena McKennitt (* 1957), Musikerin und Komponistin, lebt in Stratford
- Brian Dickinson (* 1961), Jazzmusiker, wuchs in Stratford auf
- Emily Carroll (* 1983), Comic-Künstlerin und Illustratorin, lebt in Stratford
- Justin Bieber (* 1994), Popsänger, wuchs in Stratford auf

- Anita La Selva (* unbekannt), Schauspielerin und Tänzerin, wuchs in Stratford auf